# Sh2-47
Sh2-47 est une nébuleuse en émission visible dans la constellation du Serpent.
Elle est située dans la partie sud-est de la constellation, à environ 1,5° au sud de la célèbre nébuleuse de l'Aigle (M16). Elle s'étend pendant 5 minutes d'arc en direction d'une région de la Voie lactée partiellement obscurcie par de denses nuages de poussière. La période la plus propice à son observation dans le ciel du soir se situe entre juin et novembre. Étant dans des déclinaisons modérément méridionales, son observation est facilitée par l'hémisphère sud.
C'est une région H II située à environ 2 000 pc (∼6 520 al) du système solaire, dans une région entre le bras du Sagittaire et le bras Écu-Croix. L'étoile responsable de son ionisation serait S-47/3, une géante bleue de classe spectrale B0.5III. Des phénomènes de formation stellaire seraient actifs dans le nuage, comme en témoignent la présence de la source de rayonnement infrarouge IRAS 18153-1536, qui est associée à des émissions à la longueur d'onde du CO, et par la source d'ondes radio située aux coordonnées galactiques 15.20+00.18.